# Trombone

Partes do trombone:
1. curva de afinação
2. bocal
3. campana
4. chave de escape de água
5. vara principal
6. segundo braço da vara
7. primeiro braço da vara
8. rosca de encaixe da vara

O trombone é um aerofone da família dos metais cuja invenção remonta ao século XV. Seu nome deriva do italiano e significa trompete grande. É mais grave que o trompete e mais agudo que a tuba e, não sendo um instrumento transpositor, tem sua notação na clave de fá - para as regiões grave e média da tessitura - e clave de dó na quarta ou terceira linha - para os médios e agudos. Eventualmente, especialmente na composição francesa e para a região aguda, o trombone tem sua notação em clave de sol.
A família do trombone apresentava originalmente os instrumentos soprano, contralto, alto, tenor e Baixo. Ao longo dos séculos alguns tipos foram caindo em desuso. O Romantismo consagrou o trombone tenor e o baixo como os mais empregados, entretanto o século XX trouxe de volta o trombone alto e mesmo o trombone contrabaixo, que apareceu originalmente nas composições de Richard Wagner. No Brasil Heitor Villa-Lobos empregou dois tipos de trombone contrabaixo em suas composições para banda. 
O trombone possui um mecanismo de êmbolo - chamado de vara. Esta parte é móvel e, usando um dos braços, o trombonista pode esticá-la por mais seis posições além do êmbolo fechado totalizando sete posições. Musicalmente a distância de uma posição para outra significa um semitom o que significa dizer que a nota que esteja soando na primeira posição pode ser abaixada em até uma quarta aumentada (6 semitons). Esta é igualmente a extensão máxima para o efeito glissando, típico do trombone. No começo do século XVIII o sistema de válvulas e de pistos foram inventados para os instrumentos de metais. Assim como nos trompetes e trompas, o trombone de pistos e o de válvulas foram construídos, ganhando espaço nas composições de Giuseppe Verdi e Antonin Dvorak, entre outros. No Brasil o trombone de pisto é o mais comum, sendo bastante usado em bandas e em igrejas.

## História
Da trompa primitiva importado do Egito à construção em cobre, em prata e, mais tarde na Idade Média, "Oricalchi" (liga especial idêntica ao latão) onde o nome dos "Oricalchis" aos instrumentos de metais e de sopros trazem às origens: o trombone de vara. A antiga trompa era de forma reta, com um bocal em sua extremidade superior enquanto, em sua extremidade inferior se formava uma campana, representando a cabeça de um animal.
Documentações e pinturas de Peregrino, como as que se conservam no Escorial (Palácio dos Reis) em Madrid, levam a crer que um dos primeiros trombones de vara foi inventado e usado por Spartano Tyrstem no final do século XV.
Não se sabe ao certo como era chamado o trombone de vara antes do século XVI. A partir daí, o "Sacabucha" era tratado na Itália por "trombone a tiro" (trompa spezzata); na Alemanha, "Zugpousane"; na Inglaterra, “Sackbut”; e na França, "trombone à coulisse".
Até então, os instrumentos de cobre a bocal tinham sua gama de sons limitada aos sons harmônicos de um som fundamental, que dependia do comprimento total do instrumento. Por isso, a princípio, trocava-se de instrumento de acordo com a tonalidade da música a ser tocada. Posteriormente, foi desenvolvido um sistema de módulos com encaixes, que permitiam aumentar ou diminuir o tamanho do instrumento, alterando seu som fundamental.
O trombone foi o primeiro instrumento de cobre que apresentava a vara móvel. Tratava-se de uma evolução do sistema de módulos em que, em vez de encaixar e desencaixar partes, bastava correr a vara ao longo do instrumento para aumentar ou diminuir o tamanho do tubo. Dessa forma, podia-se dispor de sete sons fundamentais - obtidos a partir de sete posições da vara - além de todos os seus harmônicos, o que permitia executar no instrumento a escala cromática. Por isso, à época, foi considerado o mais perfeito instrumento de bocal.
Dos instrumentos da família do trombone, o soprano foi rapidamente abandonado porquanto não era uma trompa talhada no registro agudo, ficaram o trombone contralto em Mib, o tenor em Sib e o baixo em Fá. Há diversas composições para trombone contralto, tenor e baixo que adicionam ainda uma corneta a fim de realizar a parte do soprano. Existe uma Sonata de Giovanni Gabrieli (1597) composta para quarteto, em que uma das partes de corneta se tem substituído pelo violino.
Ao desuso do trombone soprano seguiu-se o desuso do trombone contralto, restando sobretudo o trombone tenor em sib. Pela aplicação de uma bomba mestra colocada em ação por um quarto pistom no trombone de pistom e uma válvula rotatória posta em ação pelo polegar esquerdo no trombone tenor em substituição do trombone baixo. Sabe-se que o trombone contrabaixo ou "Cimbasso" de forma igual a do trombone tenor, a uma oitava inferior deste, foi construído por Giuseppe Verdi para obter maior homogeneidade na família dos trombones.
Na segunda metade do século XVII não houve grandes avanços técnico no trombone de vara. Preocupava-se, à época, com os demais instrumentos de bocal, cuja insuficiência se manifestava cada vez mais evidente, principalmente depois do insucesso de Halernof com a aplicação da bomba coulisse primeiro ao corno e depois à trompa por volta de 1780, em busca de uma solução para dotar esses instrumentos de escala cromática.
A partir das cinco ou seis chaves, que funcionavam sobre orifícios num sistema de alavanca semelhante ao dos clarinetes e flautas do austríaco Weidinger e do inglês Halliday e, e da "encastre a risorte" aplicado à trompa pelo francês Legrain, se chegou aos pistons inventados por Bluhmel e aplicados à trompa pela primeira vez por Stölzel em 1813. Essa invenção consiste em três tubos suplementares de diferentes comprimentos comunicados com o tubo principal por meio de válvulas.
Em 1829, o fabricante vienense Riedl inventou os duplos pistons (dois pistons para cada bomba, por meio das alavancas que ficavam fixas) aplicando-lhe como pedais da harpa para trocar rapidamente de tonalidade. O novo mecanismo foi logo bem substituído pelo mesmo Riedl por cilindros ou válvulas rotatórias acionadas por através de alavancas com pouca diferença do mecanismo que se aplica hoje em dia. O tal mecanismo tomou o nome de instrumento à máquina.
O fabricante Adolphe Sax elevou a seis o número de pistos, chamando "sistema dos instrumentos a seis pistons independentes", a fim de obter melhor afinação, especialmente nas notas que requerem o emprego simultâneo de dois e três pistons. Mas, a inovação não teve êxito, por seu complicado mecanismo que provocara um manejo muito incômodo dos instrumentos e logo foi abandonado. Por superioridade pertence sem lugar às dúvidas, a invenção de Riedl.
Apesar de todas estas transformações e inovações, atualmente o trombone a máquina (pistons) não é um istrumento indicado para orquestras. Pode ser encontrado geralmente em fanfarras e bandas marciais.
Chegamos hoje ao atual trombone de vara tenor em sib usado em diversos países, tendo preferências nas Jazz-bands, bandas sinfônicas, orquestras de estações de rádios, orquestras de salão, orquestras sinfônicas e filarmônicas, o qual, pela exata proporção das medidas entre suas várias partes e a ótima qualidade do metal empregado em sua fabricação, permite obter afinação precisa e formosa qualidade de som, realizando assim todas as exigências da orquestração moderna.

## Modelos
Os modelos mais utilizados hoje em dia são:
- Trombone Tenor Bb calibre fino (.508" vara e 7-1/2" na campana), sem rotor para música popular (jazz). Também conhecido como Trombone Jazz, "Cabeça de Gato" ou "Canela-Seca".

- Trombone Tenor Bb calibre largo (.547" vara e 8.5" na campana), com ou sem rotor em F para música erudita. Também conhecido como Trombone Tenor Sinfônico.

- Trombone Baixo Bb Calibre largo (.562" vara e 9.5" na campana), com 2 rotores sendo um em F e o outro em Gb, e é utilizado em ambos os estilos.

Os calibres acima podem variar de acordo com o fabricante. Apesar dos três modelos acima serem em Bb, eles são bem diferentes por causa do seu calibre. O calibre muda muito o timbre do instrumento. O Trombone Baixo hoje em dia é fabricado em Bb, porém com um calibre maior que o Tenor Sinfônico, e com dois rotores que afinam em F, Gb e quando os dois acionados juntos afinam em D.
Outro fato é que apesar do trombone ser conhecido por ter a afinação em Bb, a sua escrita é realizada em C, portanto o trombone não é um instrumento transpositor, como o trompete é por exemplo.

## Trombone de Válvula
Alguns trombones têm válvulas (pistos) em vez de uma vara (ver trombone de válvula). Estes podem ser válvulas rotativas, válvulas de pistão, ou válvulas de disco. Válvulas de discos são versões modernas de uma válvula inventado na década de 1820, que foi descartado em favor do rotativo e a válvula Périnet (pistão).